# Texas (gruppo musicale)
I Texas sono un gruppo musicale pop rock scozzese formatosi nel 1986 a Bearsden vicino a Glasgow su iniziativa di Johnny McElhone (basso), in precedenza membro degli Altered Images e degli Hipsway, la cantante Sharleen Spiteri e il chitarrista Ally McErlaine. Il loro nome è un omaggio al film Paris, Texas di Wim Wenders.
Tra i loro massimi successi, i singoli I Don't Want a Lover del 1989 (remixato poi nel 2001) e Inner Smile dell'estate 2001 inserito nella colonna sonora di Sognando Beckham.

## Storia
Esordirono nel 1989 con l'album Southside, legato alla tradizione roots americana, per il successivo Mothers Heaven del 1991 vennero aggiunti elementi synth pop, strada proseguita anche per Ricks Road del 1993.
Il loro album di maggior successo fu White on Blonde del 1997 che fu certificato sei volte disco di platino nel Regno Unito e inserito dal mensile Q all'86º posto tra i migliori album di sempre, e nel quale il gruppo vira decisamente verso un pop da classifica abbandonando quasi del tutto la tradizione roots e country.

## Formazione
- Sharleen Spiteri – voce, chitarra
- Ally McErlaine – chitarra
- Johnny McElhone – basso
- Richard Hynd – batteria
- Eddie Campbell – pianoforte

## Discografia

### Album in studio
- 1989 – Southside
- 1991 – Mothers Heaven
- 1993 – Ricks Road
- 1997 – White on Blonde
- 1999 – The Hush
- 2003 – Careful What You Wish For
- 2005 – Red Book
- 2013 – The Conversation
- 2017 – Jump on Board
- 2021 - Hi

### Album dal vivo
- 2007 – The BBC Sessions

### Raccolte
- 2000 – The Greatest Hits
- 2015 – Texas 25

### EP
- 1989 – Everyday Now